# Hundsfische
Die Hundsfische (Umbra) sind kleine Verwandte der Hechte (Esox in der Familie Esocidae). Sie haben ein verstreutes Verbreitungsgebiet und leben in Nordamerika im Gebiet der Großen Seen und des Sankt-Lorenz-Stroms und in Flüssen, die von den Appalachen in den Atlantik fließen. Mit dem Ungarischen Hundsfisch (Umbra krameri) gibt es auch einen Vertreter in Europa. Er kommt im Gebiet der Donau, von Wien bis zur Mündung, und des Dnister vor.  

## Merkmale
Der Körper der Hundsfische ist gedrungener als der ihrer großen Verwandten. Kopf und Rumpf sind von großen Rundschuppen bedeckt. Die Schwanzflosse ist abgerundet. Die 8 bis 33 Zentimeter langen Fische ernähren sich von kleinen Wirbellosen wie Insekten, Krebstieren und Weichtieren. Hundsfische haben eine sehr unterschiedliche Anzahl von Chromosomen (22–78).
- Flossenformel: Dorsale 13–17, Anale 7–10, Pectorale 11–16, Ventrale 5–7

## Lebensraum
Das bevorzugte Biotop der Hundsfische besteht aus kleinen, stark verkrauteten Gewässern. Sie atmen mit ihrer Schwimmblase atmosphärische Luft. Die Kiemenatmung kann ihren Sauerstoffbedarf auch in sauerstoffreichen Gewässern nicht decken. Hundsfische legen ihren Laich zwischen Wasserpflanzen und Wurzeln ab. Das Gelege wird vom Männchen bewacht.

## Arten
- Ungarischer Hundsfisch (Umbra krameri Walbaum, 1792)
- Amerikanischer Hundsfisch (Umbra limi (Kirtland, 1840))
- Kleiner Hundsfisch  (Umbra pygmaea (DeKay, 1842)), aus den östl. USA in Norddeutschland eingeschleppt.

Fossil kennt man Hundsfische aus dem unteren Eozän Europas und dem Oligozän Nordamerikas. Mit Umbra perpusilla aus dem Miozän von Öhningen in Württemberg kamen sie auch in Deutschland vor. Rechnet man auch Dallia und Novumbra zu den Umbridae, wird diese Familie wahrscheinlich paraphyletisch.